# Джош Малерман
Джош Малерман (на английски: Josh Malerman) е американски музикант, текстописец и писател на произведения в жанра научна фантастика и хорър.

## Биография и творчество
Джош Малерман е роден на 24 юли 1975 г. в Соутфийлд, Мичиган, САЩ. Започва да пише още в пети клас, но произведенията му не са публикувани. Още от гимназията е китарист в рок групата „Върховно настроение“ (The High Strung), за която пише и текстове за песни. След гимназията се мести в Ню Йорк, където гастролира с групата и едновременно продължава да пише.
През 2014 г. е публикуван дебютният му роман „Кутия за птици“. Той представя един постапокалиптичен ужасяващ свят, в който хората не трябва да виждат, за да оцелеят. Книгата става бестселър и литературно събитие. Номинирана е за наградата „Брам Стокър“ и е удостоена с литературната награда на Мичиган. През 2018 г. е екранизиран в едноименния филм с участието на Сандра Бълок, Треванте Роудс, Сара Полсън и Джон Малкович.
Джош Малерман живее със семейството си в Роял Оук, Мичиган.

## Произведения

### Самостоятелни романи
- Black Mad Wheel (2017)[1][2][4]
Червеното пиано, изд.: Deja Book, София (2017), прев. Паулина Мичева
- Goblin (2017) – част от поредицата „Земен Хелоуин“
Гоблин, изд.: Deja Book, София (2018), прев. Светлана Комогорова-Комата
- Unbury Carol (2018)
Ковчегът на Керъл, изд.: Deja Book, (2018), прев. Зорница Живкова
- Inspection (2019)
Инспекцията, изд.: Сиела, София (2019), прев. Паулина Мичева
- Pearl (2021) – издаден и като On This, the Day of the Pig
Денят на прасето, изд.: Сиела, София (2021), прев. Паулина Мичева
- Daphne (2022)
Дафни, изд.: Сиела, София (2023), прев. Паулина Мичева

### Поредица „Кутия за птици“ (Bird Box)
1. Bird Box (2014)[1][2][4]
Кутия за птици, изд.: Deja Book, София (2015), прев. Невена Дишлиева-Кръстева
2. Malorie (2019)[5]
Малори, изд.: Сиела, София (2020), прев. Паулина Мичева

### Новели
- Ghastle and Yule (2014)[1][2]
- A House at the Bottom of a Lake (2016)
Къщата на езерното дъно, изд.: Deja Book, София (2017), прев. Коста Сивов

### Сборници
- Shadows Over Main Street (2016) – с Гари Браунбек, Джеймс Чеймбърс, Тим Къран, Ейдриън Луденс, Ник Маматас, Рина Мейсън, Лиза Мортън, Ричард Томас, и др.[1][2]

### Екранизации
- 2014 Doctor Paradise – кратък филм
- 2015 The Listing – кратък филм
- 2015 King Ripple – кратък филм
- 2018 Кутия за птици, Bird Box